# Картіка
Ка́рттіка (санскр. कार्तिक, kārtika IAST, там. கார்த்திகை, бенг. কার্ত্তিক) або Картіка — місяць індуїстського календаря. В єдиному національному календарі Індії Карттіка — восьмий місяць року, починається 23 жовтня і закінчується 21 листопада. В ньому 30 днів. В Гуджараті Карттіка — перший місяць в році.